# Президентские выборы в Восточном Тиморе (2017)
Президентские выборы в Восточном Тиморе проходили 20 марта 2017 года. Президент Таур Матан Руак, который мог баллотироваться на второй срок, решил не участвовать в выборах.
В результате выборов новым президентом уже в первом туре был избран кандидат от Революционного фронта за независимость Восточного Тимора Франсишку Гутерриш.

## Избирательная система
Президент Восточного Тимора избирается в два тура по системе абсолютного большинства.

## Результаты
| Кандидат                              | Партия                                             | Голоса  | %    |
| ------------------------------------- | -------------------------------------------------- | ------- | ---- |
| Франсишку Гутерриш                    | ФРЕТИЛИН                                           | 295 048 | 57,1 |
| Антониу да Консейсан                  | Демократическая партия                             | 167 794 | 32,5 |
| Хозе Луиш Гутерриш                    | Фронт национальной реконструкции Восточного Тимора | 13 513  | 2,6  |
| Хозе Невес                            | Независимый                                        | 11 663  | 2,3  |
| Луиш Алвеш Тилман                     | Независимый                                        | 11 125  | 2,2  |
| Антониу Маер Лопеш                    | Социалистическая партия Тимора                     | 9102    | 1,8  |
| Ангела Фреиташ                        | Тиморская рабочая партия                           | 4353    | 0,8  |
| Аморим Виэйра                         | Независимый                                        | 4283    | 0,8  |
| Недействительных/пустых бюллетеней    | Недействительных/пустых бюллетеней                 | 11 932  | –    |
| Всего                                 | Всего                                              | 528 813 | 100  |
| Зарегистрированных избирателей / Явка | Зарегистрированных избирателей / Явка              | 743 150 | 71,2 |
| Источник: CNE                         |                                                    |         |      |